# Aon hotVolleys Vienne
Maillots
L’Aon hotVolleys Vienne est un club de volley-ball autrichien basé à Vienne, et évoluant au plus haut niveau national (aon Volley League).

## Palmarès
- MEVZA (1)
  - Vainqueur : 2006
  - Finaliste : 2007, 2008
- Championnat d'Autriche (18)
  - Vainqueur : 1981, 1983, 1984, 1985, 1992, 1993, 1994, 1996, 1997, 1998, 1999, 2000, 2001, 2002, 2003, 2004, 2007, 2008
- Coupe d'Autriche (13)
  - Vainqueur : 1982, 1983, 1984, 1993, 1994, 1996, 1997, 1998, 1999, 2000, 2001, 2002, 2003

## Entraîneurs
- 1983-1985 :  Stelian Moculescu
- 1997-2001 :  Igor Prieložný
- 2000-2001 :  Yurek Strumilo
- 2001-2003 :  Hugh McCutcheon
- 2003-2005 :  Gheorghe Crețu
- 2005-2006 :  Martin Kop
- 2008-2009 :  Claudio Cuello
- 2009-janv. 2010 :  Viktor Sidelnikov
- 2009-2010 :  Igor Prieložný
- 2012-2014 :  Erkan Toğan
- 2013-2014 :  Vladimir Janković

## Saison 2013-2014
| No                                | Nom                        | Date de naissance          | Taille                       | Poids                        | Poste                        |
| --------------------------------- | -------------------------- | -------------------------- | ---------------------------- | ---------------------------- | ---------------------------- |
| 1                                 | David Michel               | 27 octobre 1996            | 195                          | 80                           |                              |
| 2                                 | Boris Gasinski             | 13 août 1996               | 195                          | 88                           | Central                      |
| 4                                 | Dino Divkovic              | 17 août 1994               | 197                          | 95                           | Central                      |
| 5                                 | Markus Tröthann            | 28 novembre 1989           | 191                          | 77                           | Réceptionneur-attaquant      |
| 6                                 | Matthias Kienbauer         | 16 mai 1983                | 186                          | 83                           | Libero                       |
| 7                                 | Vladimir Adamović          | 25 juin 1987               | 192                          | 86                           | Passeur                      |
| 8                                 | Niklas Maurer              | 9 septembre 1995           | 170                          | 60                           | Libero                       |
| 9                                 | Tomáš Hollý                | 21 février 1985            | 193                          | 88                           | Passeur                      |
| 10                                | Richard Nemec              | 3 mai 1972                 | 202                          | 103                          | Central                      |
| 12                                | Robert Szczerbaniuk        | 29 mai 1977                | 205                          | 98                           | Central                      |
| 13                                | Matej Hukel                | 27 août 1988               | 207                          | 88                           | Attaquant                    |
| 14                                | Vojislav Kostić            | 27 novembre 1994           | 203                          | 87                           | Central                      |
| 15                                | Ricardo Serafim            | 21 mai 1980                | 195                          | 90                           | Réceptionneur-attaquant      |
| 17                                | Daniel Meissner            | 7 mai 1995                 | 180                          | 70                           | Libero                       |
|                                   |                            |                            |                              |                              |                              |
| Encadrement technique             | Encadrement technique      |                            | Légende                      | Légende                      | Légende                      |
| Entraîneur : Erkan Togan          | Entraîneur : Erkan Togan   | Entraîneur : Erkan Togan   | : Capitaine                  | : Capitaine                  | : Capitaine                  |
| Entraîneur(s) adjoint(s) :        | Entraîneur(s) adjoint(s) : | Entraîneur(s) adjoint(s) : | : Joueur blessé actuellement | : Joueur blessé actuellement | : Joueur blessé actuellement |
| Manager général : Peter Kleinmann |                            |                            |                              |                              |                              |

| Équipe type : hotVolleys Vienne                                                                                |
| \| Hollý · # 9 Serafim · # 15 Szczerbaniuk · # 12 Hukel · # 13 Tröthann · # 5 Kostić · # 14 Kienbauer · # 6 \| |
| Hollý · # 9 Serafim · # 15 Szczerbaniuk · # 12 Hukel · # 13 Tröthann · # 5 Kostić · # 14 Kienbauer · # 6       |

| Hollý · # 9 Serafim · # 15 Szczerbaniuk · # 12 Hukel · # 13 Tröthann · # 5 Kostić · # 14 Kienbauer · # 6 |

## Joueurs majeurs
- Darko Antunovic  Croatie (pointu, 1,98 m)
- Martin Benčič  Slovaquie (central, 2,10 m)
- Maciej Bartosz Dobrowolski  Pologne (réceptionneur-attaquant, 1,90 m)
- Jussi Heino  Finlande (libero, 1,95 m)
- Robert Koch  Hongrie (pointu, 1,88 m)
- Martin Kop  République tchèque (réceptionneur-attaquant, 1,94 m)
- Premysl Obdrzalek  République tchèque (libero, 1,94 m)
- Alexei Sanko  Russie (réceptionneur-attaquant, 1,94 m)
- Roko Sikiric  Croatie (réceptionneur-attaquant, 1,96 m)

### Sites internet
- (de) Site officiel du club